# Конторин, Дмитрий Алексеевич
Дми́трий Алексе́евич Конто́рин (2 (15) мая 1900 года, д. Мошнино, Владимирская губерния, Российская империя — 10 февраля 1938) — советский государственный и партийный деятель, первый секретарь Архангельского областного комитета ВКП(б) (1937).

## Биография
- 1918—1919 гг. — на работе в органах ЧК (Транспортный отдел Владимирской губернии),
- 1919—1922 гг. — в РККА, участник Гражданской войны,
- 1923—1924 гг. — на комсомольской работе, ответственный секретарь Александровского уездного комитета РКСМ (Владимирская губерния),
- 1924—1925 гг. — заведующий Организационным отделом Переяславль-Залесского уездного комитета РКП(б) (Владимирская губерния),
- 1926—1928 гг. — переведён в Архангельск, инструктор Архангельского губернского комитета ВКП(б),
- 1928 г. — переведён в Северной краевой комитет, последовательно занимал должность заместителя заведующего организационно-распределительным отделом Северного краевого комитета ВКП(б), заведующий отделом по работе в деревне Северного краевого комитета ВКП(б), заведующий организационным отделом Северного краевого комитета ВКП(б),
- до января 1932 г. — третий секретарь Северного краевого комитета ВКП(б), затем до февраля 1937 г. — второй секретарь Северного краевого комитета ВКП(б),
- 26 января—10 февраля 1934 года делегат XVII съезда ВКП(б) с решающим голосом от Северной парторганизации[1].
- май-сентябрь 1937 г. — первый секретарь Северного областного комитета ВКП(б),
- сентябрь-ноябрь 1937 г. — первый секретарь Архангельского областного комитета ВКП(б).

Арестован и в 1938 году расстрелян. Посмертно реабилитирован 11 августа 1956 года.